# コサ語
コサ語（Xhosa コサ語発音: [kǁʰóːsa] ( 音声ファイル)、コーサ語、ホサ語とも表記する）は、南アフリカ共和国の公用語の1つであり、話者数は約790万人、国民の約18%に当たる。南アフリカではズールー語に次ぎ2番目に多く用いられる土着言語である。

## 概要
主に東ケープ州で話される（ズールー語では東ケープ州をKwaXhosa「コサの土地」という）。また西ケープ州（ケープタウンを含む）やヨハネスブルグでも用いられる。バントゥー諸語南東グループ（ングニ諸語）に属し、ズールー語などに近い。吸着音（舌打ち音：コイサン語族に特徴的で、バントゥー諸語では一部にのみ存在する）が顕著な言語である。これは現在のコーサ人を含む南部アフリカのバントゥー系民族の祖先には、バントゥーに同化させられたコイサンが多いこと、またバントゥーとコイサンの交流も長かったことを示している。
ローマ字により表記されている。声調言語であり、音節ごとに高低の区別があるが、これは普通表記しない。母音は5種類あり、長短の区別があるものの、âを除き普通は表記しない。また、ズールー語同様に3種類の吸着音はそれぞれc、q、xと書く。
文法的には膠着語で、接頭辞・接尾辞が語について文法機能を示す。文法的な名詞クラスがあり、これはほぼ意味に関係した分類（たとえば「人」「親族」「動物」「植物」「物」「抽象観念」など）である。

## 地理的概要

南アフリカにおけるコサ語の分布：コサ語を家庭内言語とする話者の人口密度

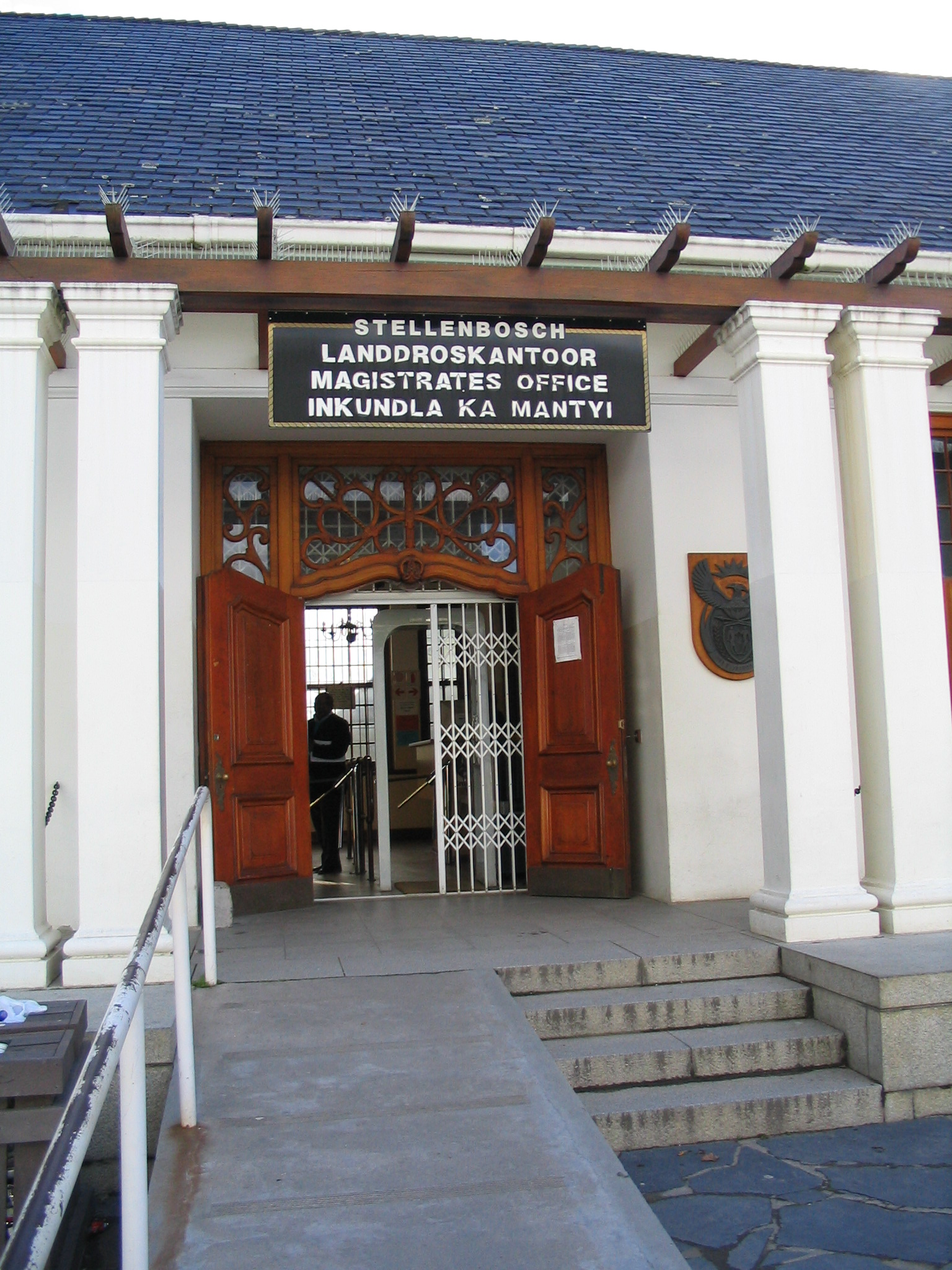
アフリカーンス語、英語、コサ語の3言語の行政庁舎の看板

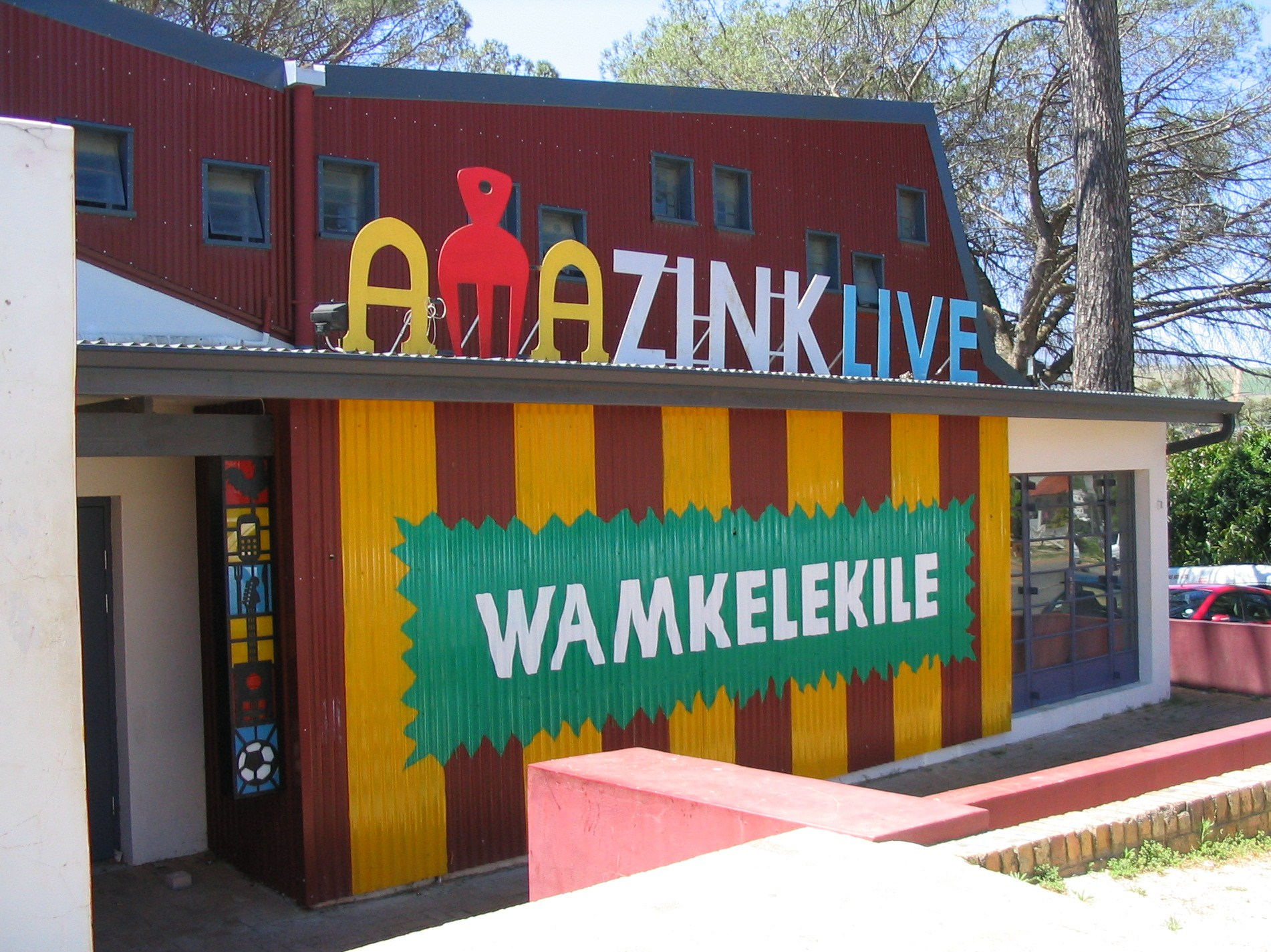
コサ語の訪問者を歓迎するカヤマンディの劇場レストランAmaZinkの看板

コサ語は南アフリカで最も広く分布しているアフリカ土着の言語だが、最も話されている言語はズールー語である。コサ語は南アフリカ全域で二番目に多い家庭内言語である。2003年現在、約530万人のコサ語話者の多くが東ケープ州に居住し、西ケープ州(約200万人)、ハウテン州(671,045人)、フリーステイト州(246,192人)、クワズール・ナタール州(219,826人)、北西州(214,461人)、ムプマランガ州 (46,553人)、北ケープ州(51,228人)、リンポポ州(14,225人)と続く。
ジンバブエには約200,000人の小さいながらも重要なコサ語の共同体がある。 また、レソトのクティング県にもコサ語話者の18,000人の小さな共同体がある。

## 語彙

### 挨拶
| コサ語                | 日本語               |
| --------------------- | -------------------- |
| Molo                  | こんにちは           |
| Unjani?               | お元気ですか？       |
| Ndiyaphila            | 大丈夫です           |
| Ndiyabulela           | ありがとうございます |
| Enkosi                | ありがとう           |
| Ungubani igama lakho? | お名前はなんですか？ |
| Igama lam' ngu…       | 私の名前は…          |
| Ewe                   | はい                 |
| Hayi                  | いいえ               |